# Guilhermina Filomena Saldanha

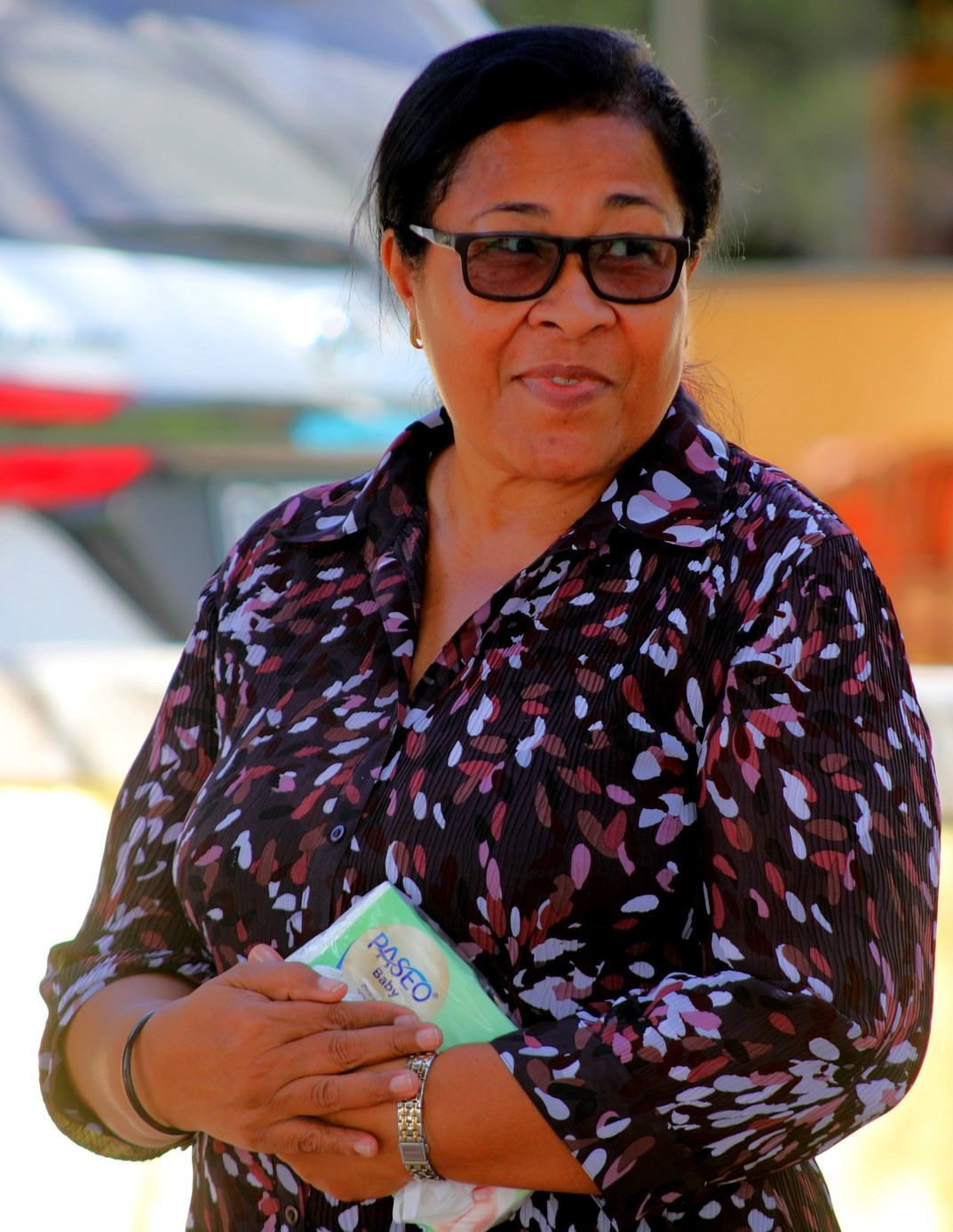
Guilhermina Filomena Saldanha (2022)

Guilhermina Filomena Saldanha Ribeiro (* 22. April 1959 in Portugiesisch-Timor), Kampfname Margi,  ist eine osttimoresische Verwaltungsbeamtin. Von 2021 bis 2024 war sie als Präsidentin der Gemeindebehörde (portugiesisch Presidente Autoridade Município) das Oberhaupt der Gemeinde Dili, der Hauptstadt des Landes. Saldanha war das erste weibliche Oberhaupt einer osttimoresischen Gemeinde seit der Unabhängigkeit des südostasiatischen Staates 2002.

## Werdegang

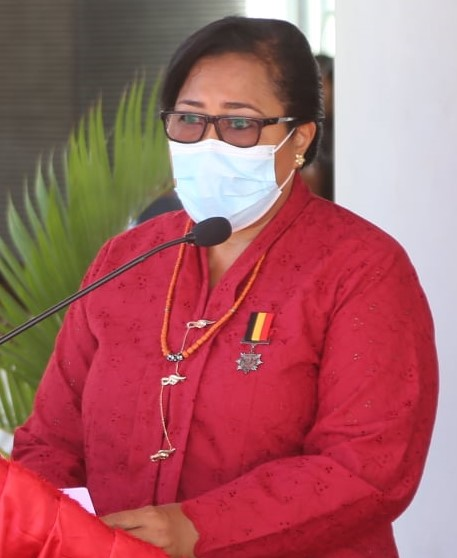
Guilhermina Filomena Saldanha am Tag ihrer Vereidigung als Präsidentin von Dili (2021)

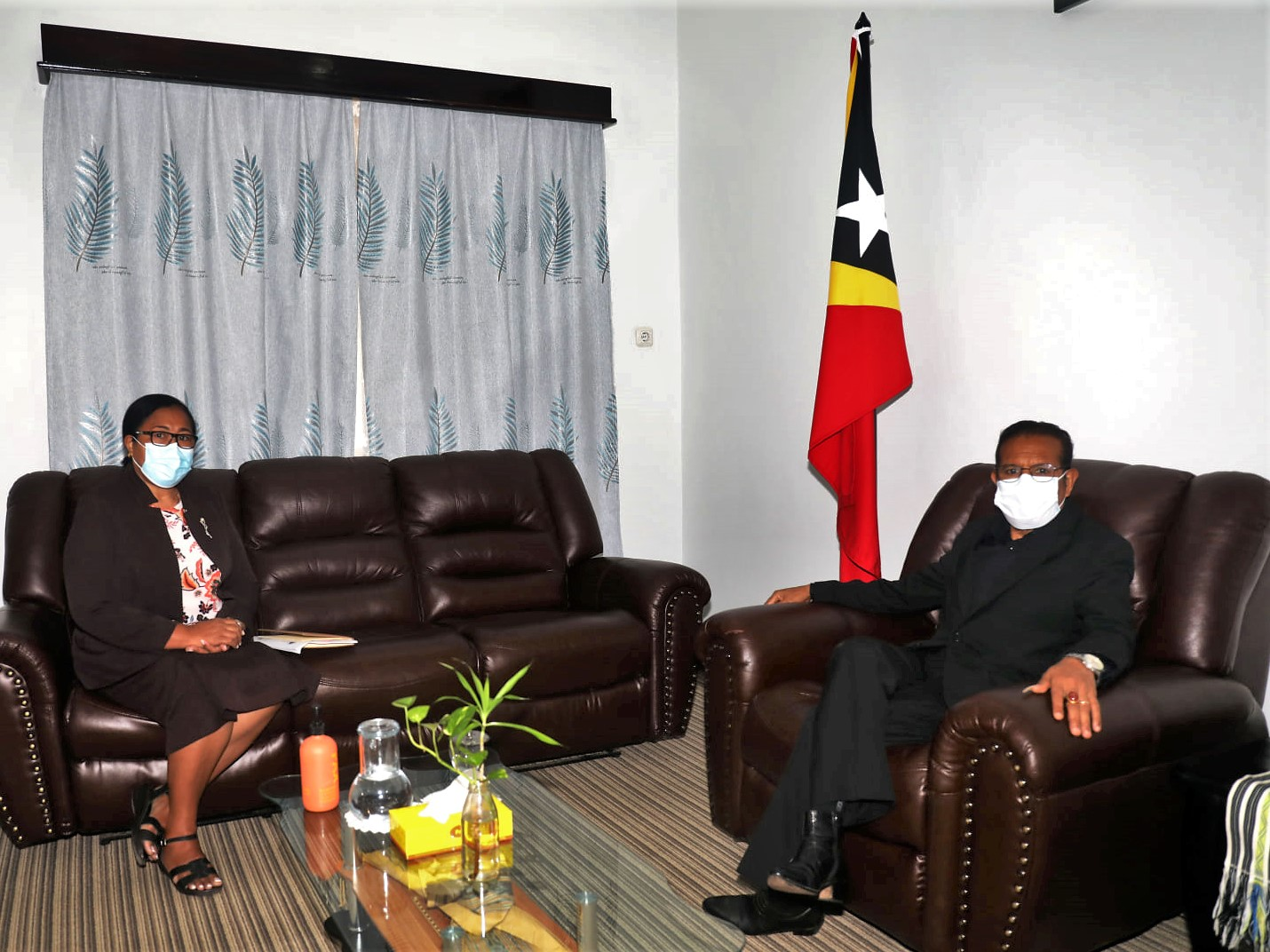
Saldanha bei Premierminister Taur Matan Ruak (2021)

Saldanha ist die Tochter von Miguel de Sousa, der als Seemann auf dem Frachtschiff Arbiru fuhr. Ihre Mutter ist Sebastiana de Carrazedo Saldanha, die als Lehrerin und Beamtin in der portugiesischen Kolonialverwaltung arbeitete. Das Paar bekam nach Guilhermina noch drei Söhne.
Saldanha besuchte zwischen 1965 und 1970 die Vor- und Grundschule in Dilis Stadtteil Bidau und dann die Technische Berufsschule Dr. Silva Cunha bis 1972. Danach ging sie bis 1975 zum fünften Grundkurs des Liceu Dr. Francisco Machado. 1975 absolvierte Saldanha einen Kurs als Journalistin und Fotografin im Informationszentrum der Tourismusagentur in Dili. Die indonesische Invasion unterbrach Saldanhas akademische Laufbahn. 1983 legte sie einen Kurs in Verwaltungsmanagement ab, 1990 in Finanzmanagement und 1995 in Jakarta in Trainingsmanagement. Nach Abzug der Indonesier folgten 2002 Kurse in Portugal, 2003 in Mosambik und 2005 bei der Internationalen Arbeitsorganisation in Turin. Weitere Kurse folgten in Osttimor auf dem Institutu Nasional Administrasaun Públlika (INAP) und der Universidade Nasionál Timór Lorosa’e (UNTL), unter anderem in Portugiesisch und Katastrophenmanagement. 2012 absolvierte sie den Kurs für Öffentliche Verwaltung an der UNTL. 2016 erhielt Saldanha hier einen Mastertitel.
Von 1980 bis 1999 gehörte sie zur Gruppe Santo António Fitar Bua Malus und unterstützte den Unabhängigkeitskampf gegen die Indonesier. Ab Dezember 1991 war sie Informantin des Órgaun Koordenadora Rejionál (OCR) in Dili. Seit 1995 war Saldanha Mitglied in der Organização Popular de Mulheres Timorense (OPMT). Von Dezember 1998 bis 1999 war sie Mitglied der Ad-hoc-Kommission Frente Polítika Interna (FPI) und verantwortlich für auswärtige Informationen und von 1999 bis 2002 Mitglied der Aussöhnungskommission des Conselho Nacional de Resistência Timorense (CNRT). Vom 1. bis zum 4. September gehörte sie der CNRT-Delegation an, die an der Auszählung der Stimmen beim Unabhängigkeitsreferendum in Osttimor teilnahm.

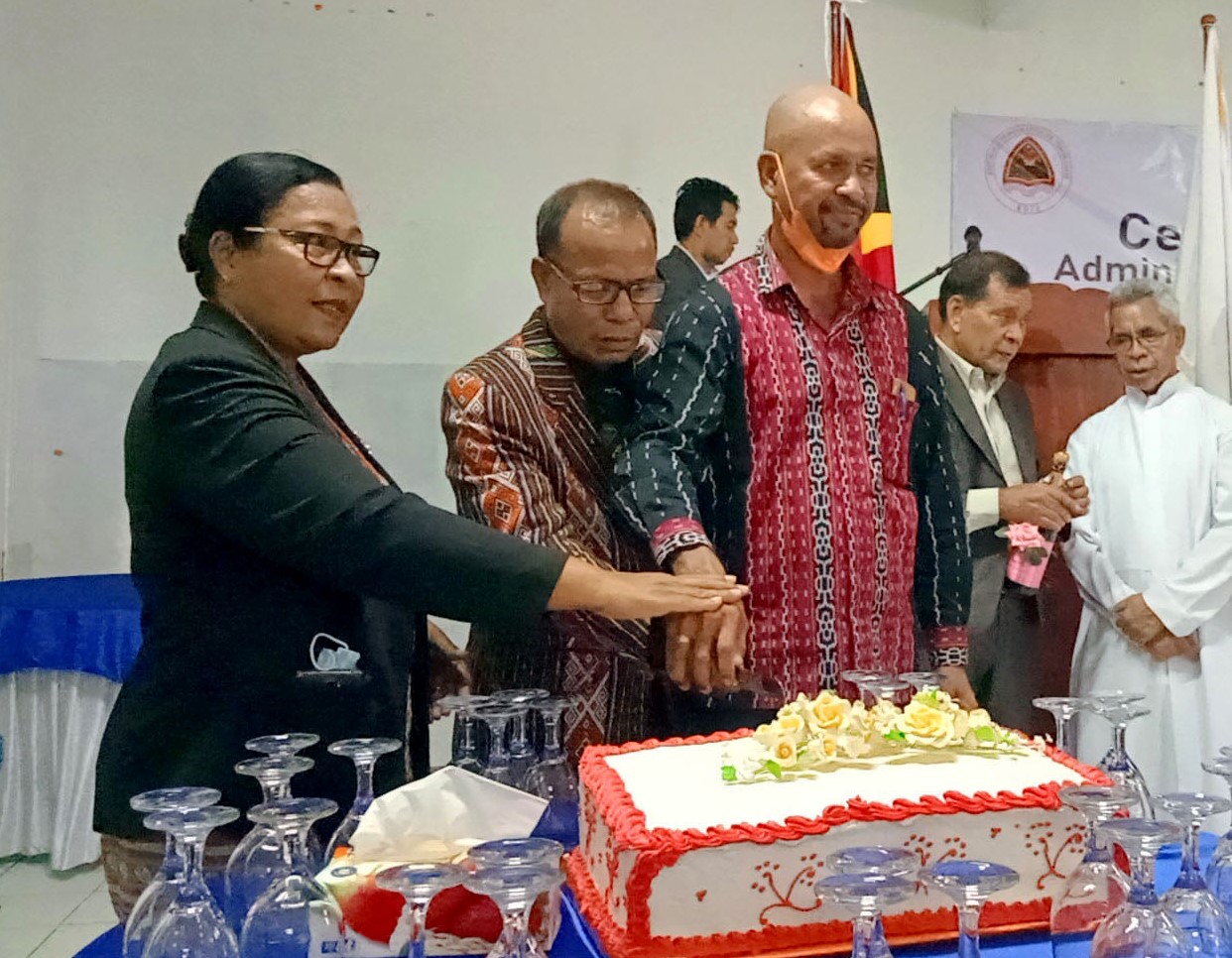
Gemeindepräsidentin Saldanha bei der Einführung eines neuen Administrators von Cristo Rei (2022)

Von 2000 bis 2001 war Saldanha Mitglied der Comissão da Função Pública in der Übergangsverwaltung der Vereinten Nationen für Osttimor (UNTAET). Von 2002 bis 2005 war sie Chef der Sicherheitsdienste in der Direktion für Nationale Zivilsicherheit, Feuerwehr und Katastrophenmanagement im Ministerium für Innere Verwaltung. Vom 7. Januar 2005 bis 7. August leitete Saldanha amtsführend das Nationaldirektorat für Gebäudesicherheit und Akkreditierung (DNSEA) im Innenministerium und war zudem 18. Juli 2006 bis 8. August 2007 ständige Sekretärin des Ministeriums. Ab dem 8. August 2007 diente sie als Interim-Generaldirektorin des Sekretariats für Staatssicherheit (SES) im Verteidigungsministerium und ab dem 23. Juni 2009 zusätzlich als Nationaldirektorin für die Sicherheit von öffentlichen Gebäuden (DNSEP). Die beiden Ämter hatte Saldanha bis zum 20. Januar 2011 inne.
Es folgten bis zum 31. Juli 2019 der Posten der Generaldirektorin des Korporativen Dienstes im Innenministerium und vom 1. August 2019 bis September 2020 das Amt der Chefberaterin in der Generaldirektion Finanzverwaltung im Ministerium für Planung und Ersuchen (MPO). Vom 31. August bis 22. Oktober 2020 war Saldanha dann die Generaldirektorin und dann wieder bis zum 1. September 2021 Chefberaterin. Mehrmals war sie Mitglied von Regierungsdelegationen bei den Vereinten Nationen in Genf.
Saldanha wurde am 28. Juli 2021 als Nachfolgerin von Gaspar Soares für das Amt der Präsidentin der Gemeindebehörde von Dili durch die Regierung nominiert. Die Vereidigung fand am 20. September statt. Ihre Amtszeit war auf fünf Jahre angesetzt, aber 2023 kam es zu einem Regierungswechsel. 2024 wurde Guilhermina Filomena Saldanha von Gregório da Cunha Saldanha abgelöst.

## Sonstiges

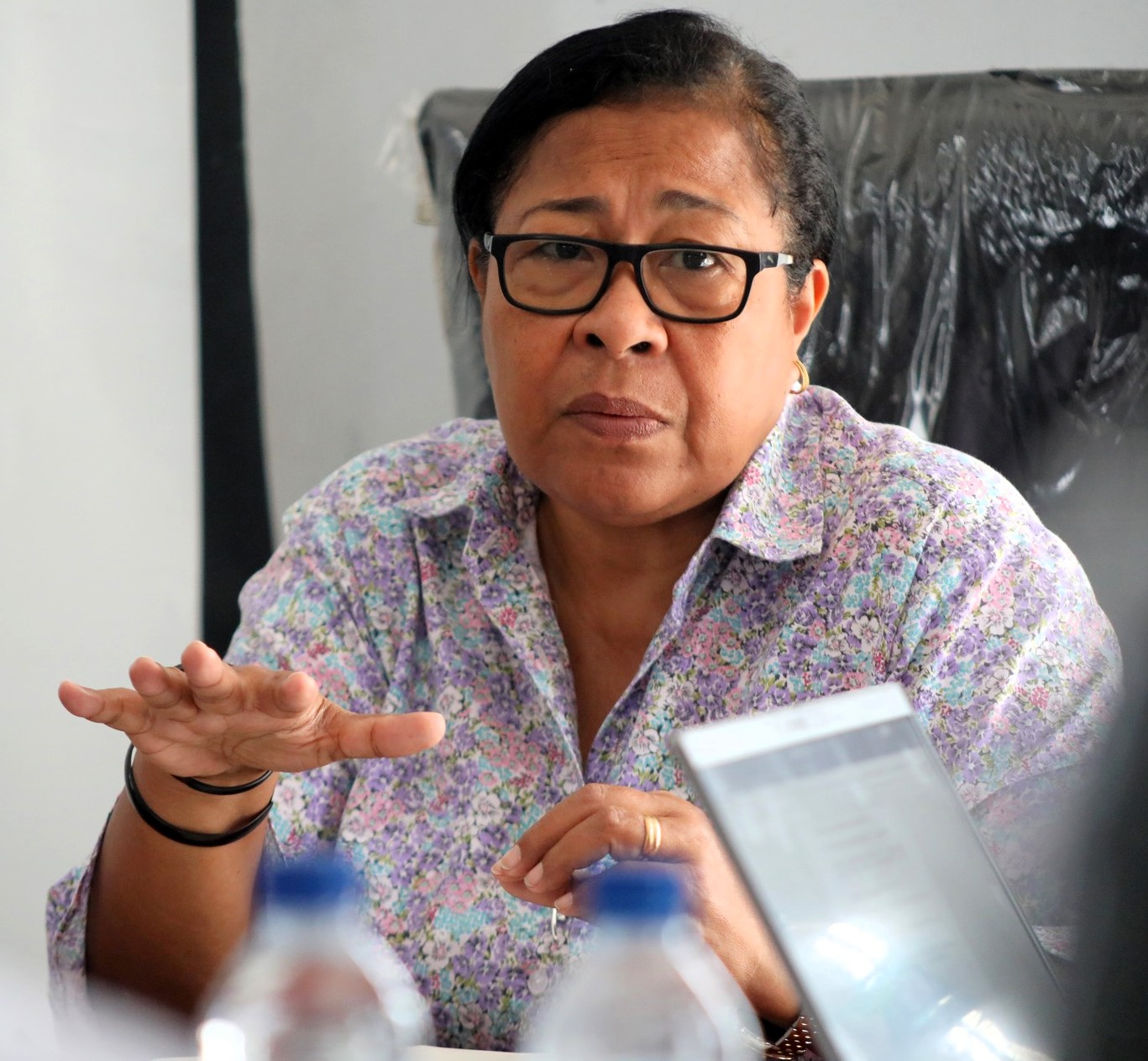
Guilhermina Filomena Saldanha (2022)

Saldanha spricht Tetum, Indonesisch, Portugiesisch, Englisch und Malaiisch.
Sie ist Trägerin des Ordem Nicolau Lobato.